# Musica e Vita
Musica e Vita (ital. „Musik und Leben“) ist eine internationale Vereinigung zur Förderung des Neuen Religiösen Liedes.
1983 fand in Rom der Internationale Wettbewerb „Rassegna Mondiale della Canzone Religiosa Popolare“ statt, zu dem 500 Beiträge von 24 Nationen ausgereicht wurden. Den ersten Platz belegte Manfred Porsch mit dem Lied „Der Geist des Herrn ruht auf mir“. Der internationale Erfahrungsaustausch und die Freundschaften, die zwischen den Musikern entstanden sind, führten zu der Idee, eine weltweite Vereinigung für das Neue Religiöse Lied zu gründen. 1986 wurde von Abgeordneten aus sechs Ländern in Rom „Musica e Vita“ gegründet.

## Österreich
Seit 1987 gab es Musica e Vita als Verein in Österreich. Bereits 1986 organisierte Musica e Vita in der damals modernsten Discothek Österreich, der „Fabrik“ in St. Pölten, ein Konzert, zu dem 1200 Zuhörer kamen.
Es wurden jährlich zahlreiche „Fest der Lieder“-Veranstaltungen durchgeführt (129 bis zur Vereinsauflösung).
Die Vereinszeitschrift „Musik und Leben“ erschien sechsmal jährlich.
1999 wurde Musica e Vita Österreich mangels finanzieller und personeller Ressourcen aufgelöst.
Die bekanntesten Mitglieder bei Musica e Vita Österreich waren Cantores Dei, Alfred Hochedlinger, Leopold Husinsky, Claudia Mitscha-Eibl, Josef Pichler, Manfred Porsch, Manfred Schwarz.

## Deutschland
Jürgen Zach lernte 1986 anlässlich eines Wettbewerbs Musica e Vita Österreich kennen. Die erste Veranstaltung war 1990 ein Weihnachtssingen, aus dem sich die Konzertreihe „... das andere Adventssingen“ entwickelte. Im Oktober 1994 gründete Zach den Verein Musica er Vita Deutschland mit Sitz in Ensdorf. Regelmäßig informiert ein postalischer Newsletter die Mitglieder über Termine und Aktivitäten.

Höhepunkt im Workshopjahr ist immer das Septemberwochenende nach Ferienende in Bayern: das „NGL-Total-Wochenende“. Daneben gibt es „Vor-Ort-Workshops“ und „Liedertankstellen“.
Prominente Mitglieder bei Musica e Vita Deutschland sind Alexander Bayer, Norbert Becker, Robert Haas, Peter Hahnen, Gerhard Hany, Felix Schonauer, Klaus Simon, Thomas Quast.